# コロッケ!Great 時空の冒険者
『コロッケ!Great 時空の冒険者』（コロッケグレート ときのぼうけんしゃ）は、2004年12月9日にコナミから発売されたゲームボーイアドバンス用の対戦型格闘ゲームである。

## 概要
漫画『コロッケ!』のゲーム化作品で、今作もオリジナルのストーリーが展開されている。
前作『バンクの森の守護神』までに存在したフィールド制はなくなり、プレイヤーは好きな地域に行きそこでタクティクスという戦法で敵に勝ち抜いていく。また、バトルフィールドは2ライン制となった。
キャラクターは途中から「禁石版」に禁貨をはめ込むことで強化できる。

## ストーリー
コロッケの前にハムと名乗る少年が現れた。彼は未来の敵であるキンダック軍と戦っていた。コロッケたちは彼と手を組み過去、現代、未来の3つの時代を駆け巡る。その過程でカラスミ軍と出会い、コロッケ軍、カラスミ軍、キンダック軍の三つ巴の戦いが始まった。

## キャラクター

### コロッケと仲間たち
コロッケ
ウスター
リゾット
プリンプリン
フォンドヴォー
T-ボーン
キャベツ
ダイフクー
テト
本作品ではプレイヤーキャラとして使用可能。
ポー
タロ
本作品では過去から若いころの姿で参戦。
バーグ
本作品では過去から若いころの姿で参戦。
ハム
シャーベット
アニメオリジナルキャラクター。本作品では過去から参戦。

### カラスミ軍
カラスミ
現代では既に死亡しているため、過去から参戦。
アンチョビ
本作品では通常の姿と究極体が別キャラ扱い。黒マントの男は登場しない。
タンタンメン
モッツァレラ
ピロシキ
フカヒレ
カラスミ兵
カラスミ軍の戦闘員。バンダナを被った犬のような姿をしている。武器は短剣。色違いのチンピラも登場。

### キンダック軍
キンダック
キンダック軍のボス。究極体に変身すると両腕や炎、レーザーで攻撃してくる。両手と頭を攻撃するとダメージ。ある条件を満たすと対戦モードで究極体も使用できる。
エビチリ
バンバンジー
アンニン
ファイター、アーチャー、トラッパー
キンダック軍の戦闘員。それぞれ剣、弓、罠による攻撃が得意。

### オリジナルキャラクター
コロッケ!#ゲームオリジナルキャラクターを参照。

### BB7
これらの7人は本編には一切登場しない特殊な隠しキャラとなり、本編以外のモードで使用可能。
初回起動時にランダムでいずれか1人が最初から使用でき、残りの6人はパスワードを入力するか、持っている友達と通信することで使用可能になる。なお、公式サイトでのパスワードを掲載する前は、様々な媒体でパスワードを公開、通信での配信を行っていた。
レモネード
当初は2005年冬に開催された次世代ワールドホビーフェアでの配信で入手できた。
ニガリ
当初は2005年の月刊コロコロコミック2月号で、パスワードが先行掲載された。
ヤキソバ
当初は2005年1月放送のギャグコロスタジオのエンディングで、パスワードが先行掲載された。
ルッコラ
当初は原作の単行本の第10巻にパスワードが先行掲載された。
パンプキン
当初は公式ファンBOOK3にパスワードが先行掲載された。
クスクス
当初は2005年の月刊コロコロコミック3月号で、パスワードが先行掲載された。
マルゲリータ
レモネードと同様、当初は2005年冬に開催された次世代ワールドホビーフェアでの配信で入手できた。
キャラクターの他、BB7をメインにしたステージの「ピザの斜塔」はパスワードで出現する隠しステージとして登場する。パスワードは公式ファンBOOK3で先行掲載された。